# Chi ha inventato i sentimenti
Chi ha inventato i sentimenti è un singolo del cantante pop italiano Tony Maiello, pubblicato il 22 giugno 2012 dall'etichetta discografica Rosso al tramonto.
Viene pubblicato anche un videoclip del singolo, prodotto da Topside Multimedia.